# 1. deild karla 1997
Die 1. deild karla 1997 war die 43. Spielzeit der zweithöchsten isländischen Fußballliga und die erste unter dem neuen Namen. Sie begann am 23. Mai und endete am 20. September 1997. Neben Meister Þróttur Reykjavík stieg auch der Zweitplatzierte ÍR Reykjavík auf.

## Modus
Die zehn Mannschaften spielten an insgesamt 18 Spieltagen aufgeteilt in einer Hin- und einer Rückrunde jeweils zwei Mal gegeneinander. Der Meister und der Zweitplatzierte stiegen direkt in die Landssímadeild auf. Die beiden letzten Vereine stiegen direkt in die 2. deild karla ab.

## Abschlusstabelle
| Pl. | Verein                   | Sp. | S  | U | N  | Tore    | Diff. | Punkte |
| --- | ------------------------ | --- | -- | - | -- | ------- | ----- | ------ |
| 1.  | Þróttur Reykjavík        | 18  | 12 | 4 | 2  | 040:210 | +19   | 40     |
| 2.  | ÍR Reykjavík             | 18  | 12 | 3 | 3  | 050:250 | +25   | 39     |
| 3.  | FH Hafnarfjörður         | 18  | 12 | 3 | 3  | 040:170 | +23   | 39     |
| 4.  | Breiðablik Kópavogur (A) | 18  | 12 | 3 | 3  | 037:140 | +23   | 39     |
| 5.  | Þór Akureyri             | 18  | 6  | 4 | 8  | 022:340 | −12   | 22     |
| 6.  | Fylkir Reykjavík (A)     | 18  | 5  | 5 | 8  | 024:260 | −2    | 20     |
| 7.  | KA Akureyri              | 18  | 4  | 6 | 8  | 024:310 | −7    | 18     |
| 8.  | Víkingur Reykjavík       | 18  | 4  | 4 | 10 | 021:310 | −10   | 16     |
| 9.  | UMFS Dalvík (N)          | 18  | 3  | 3 | 12 | 022:410 | −19   | 12     |
| 10. | Reynir Sandgerði (N)     | 18  | 1  | 3 | 14 | 012:520 | −40   | 06     |

Platzierungskriterien: 1. Punkte – 2. Tordifferenz – 3. geschossene Tore

| (A) | Absteiger aus der Sjóvá-Almennra deild 1996 |
| (N) | Neuaufsteiger aus der 3. deild karla        |